# Esther Roth-Shachamarov
Esther Roth-Shachamorov (Tel Aviv, 16 april 1952) is een voormalige succesvolle Israëlische atlete, die was gespecialiseerd in de 100 m horden en de 100 m sprint. Roth was vijfvoudig medaillewinnares op de Aziatische Spelen. Op achttienjarige leeftijd behoorde ze tot de beste sprintsters ter wereld. Ze had één dag het indoorwereldrecord 60 m horden in handen. Ook stonden de Israëlische records op de 100 m, 200 m, het verspringen en de vijfkamp op haar naam.

## Biografie

### Eerste internationale successen
Roth werd geboren in Tel Aviv, nadat haar ouders in 1940 in eerste instantie van Moskou naar Palestina waren geëmigreerd, maar zich naderhand in de nieuwe staat Israël vestigden. Ze liep eerst onder haar geboortenaam Shachamarov en trouwde in 1973 met Peter Roth. In 1969 won ze het verspringen op de Maccabiade. In 1970 won zij op de Aziatische Spelen in Bangkok goud op de 100 m horden en vijfkamp en zilver bij het verspringen.

### Drama op OS 1972
Esther Roth zou zich op de Olympische Spelen in 1972 waarschijnlijk voor de finale van de 100 m horden gekwalificeerd hebben, maar trok zich terug na de moord op haar trainer Amitzur Shapira. Hij werd vermoord door Palestijnse terroristen tijdens het Bloedbad van München. Op de 100 m had ze net de finale gemist met een vierde tijd (11,49 s) in de halve finale; de kwalificaties vonden eerder plaats.

### Finaliste op OS 1976
Roth won een gouden medaille op de 100 m, 200 m en 100 m horden op de Aziatisch Spelen in 1974. Ze was de eerste Israëlische atlete die op Olympische Spelen in een finale stond. Zij leverde die prestatie op de Olympische Spelen van 1976 in Montreal, waar ze zesde werd op de 100 m horden.
In 1979 zette Esther Roth een punt achter haar sportcarrière. Al snel kreeg ze hier spijt van en in 1980 vertegenwoordigde ze alsnog haar land op de Vriendschapsspelen. Hier won ze een bronzen medaille op de 100 m horden. Ze werd in totaal driemaal uitgeroepen tot atlete van het jaar door de Israëlische krant Ma'ariv,
Roth woont in Herzylia, heeft twee kinderen en is als atletiektrainster aangesloten bij een school in Kefar Sava.

## Titels
- Aziatisch kampioene 100 m - 1975
- Aziatisch kampioene 200 m - 1975
- Israëlisch kampioene 100 m - 1969
- Israëlisch kampioene 200 m - 1969
- Israëlisch kampioene 400 m - 1968
- Israëlisch kampioene 100 m horden - 1968
- Israëlisch kampioene verspringen - 1970
- Israëlisch kampioene vijfkamp - 1968, 1969

## Persoonlijke records
- 50 m - 6,4 s
- 60 m (indoor) - 7,1 s
- 100 m - 11,45 s
- 200 m - 23,57 s
- 100 m horden - 12,93 s

## Palmares

### 100 m
- 1973:  Maccabiah Games - 11,75 s
- 1974:  Aziatische Spelen - 11,90 s
- 1975:  Aziatische kampioenschappen - 11,91 s

### 200 m
- 1974:  Aziatische Spelen - 23,79 s
- 1975:  Aziatische kampioenschappen - 23,72 s
- 1977:  Maccabiah Games - 24,03 s

### 100 m horden
- 1970:  Aziatische Spelen - 14,0 s
- 1973:  Maccabiah Games - 13,50 s
- 1974:  Aziatische Spelen - 13,31 s
- 1976: 6e OS - 13,04 s
- 1977:  Maccabiah Games - 13,50 s
- 1980:  Vriendschapsspelen - 13,20 s

### verspringen
- 1969:  Maccabiah Games - 5,81 m
- 1970:  Aziatische Spelen - 5,94 m

### vijfkamp
- 1970:  Aziatische Spelen - 4530 p